# 巩留县
巩留县（維吾爾語：توققۇزتارا ناھىيىسى ‎，拉丁维文：Toqquztara Nahiyisi，意为“九支流”）是中国新疆维吾尔自治区伊犁哈萨克自治州所辖的一个县。总面积为4119平方公里，人口約18万人。这里是瓦西里·拉德洛夫所称的特古斯塔柳（ToqquzTara）。据民国《巩留县志》，巩留县取“巩吉斯”（巩乃斯河Künes的旧称）及“特克斯塔留”前后二字而命“巩留”，有“巩固长留”之意。

## 资源
巩留矿产资源丰富，已知矿藏有煤、石灰石、石棉、石英、水晶石、页岩、花岗岩、绿柱石、云母、金、铅、铜、钨、铀等多种矿种。

## 人口
根據全國第七次人口普查統計數據，2020-11-01，巩留县常住人口为175766人。

## 行政区划
巩留县下辖6个镇、2个乡：
巩留镇、阿克图别克镇、库尔德宁镇、东买里镇、阿尕尔森镇、提克阿热克镇、吉尔格郎乡、塔斯托别乡、巩留县综合农场、阔什阿尕什羊场、巩留牛场、巩留县良种繁育场和巩留林场。